# Timandra comae
Timandra comae là một loài bướm đêm trong họ Geometridae.

## Hình ảnh

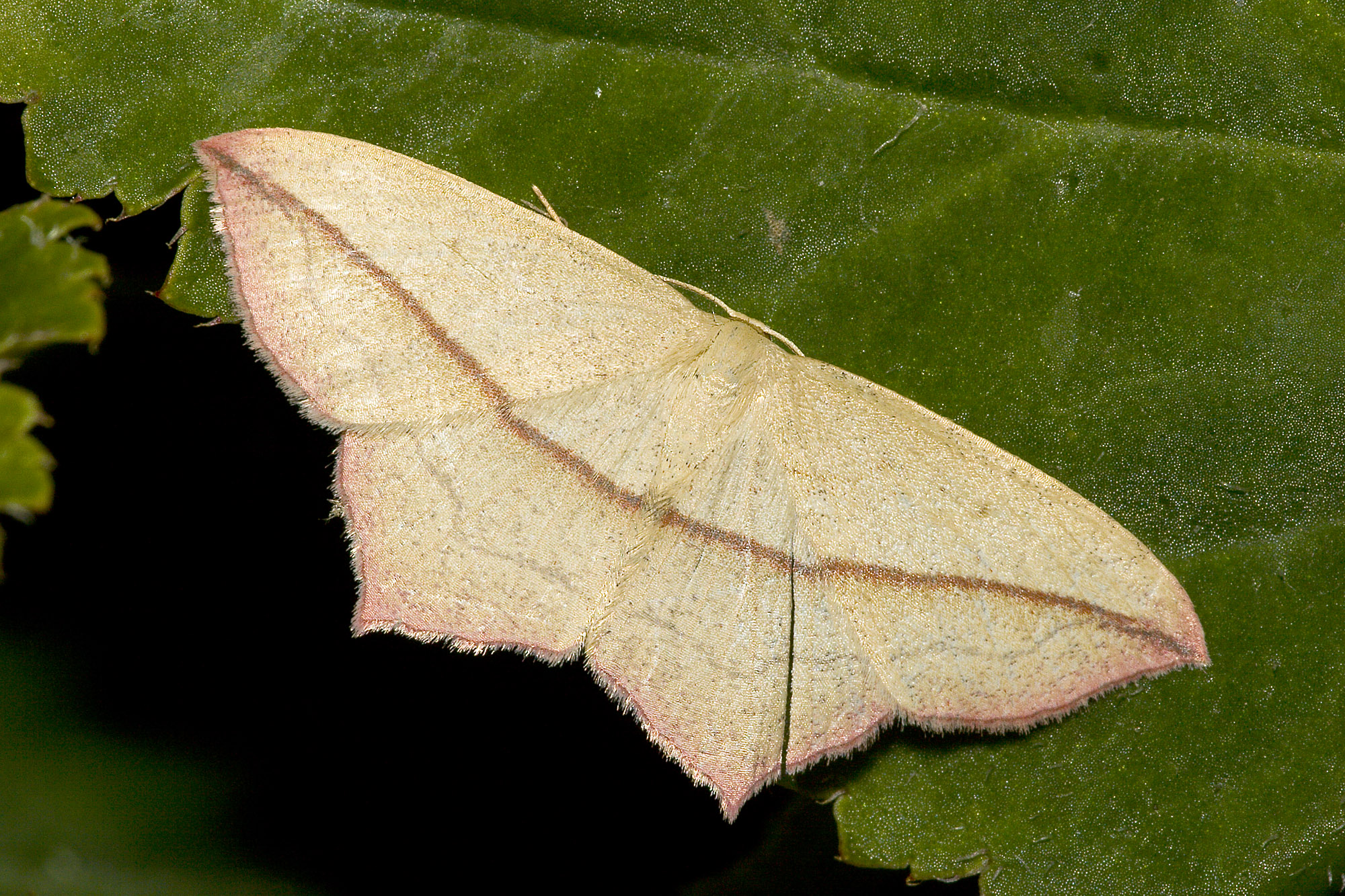
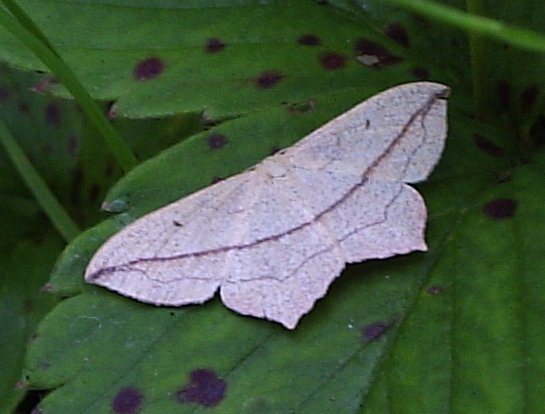
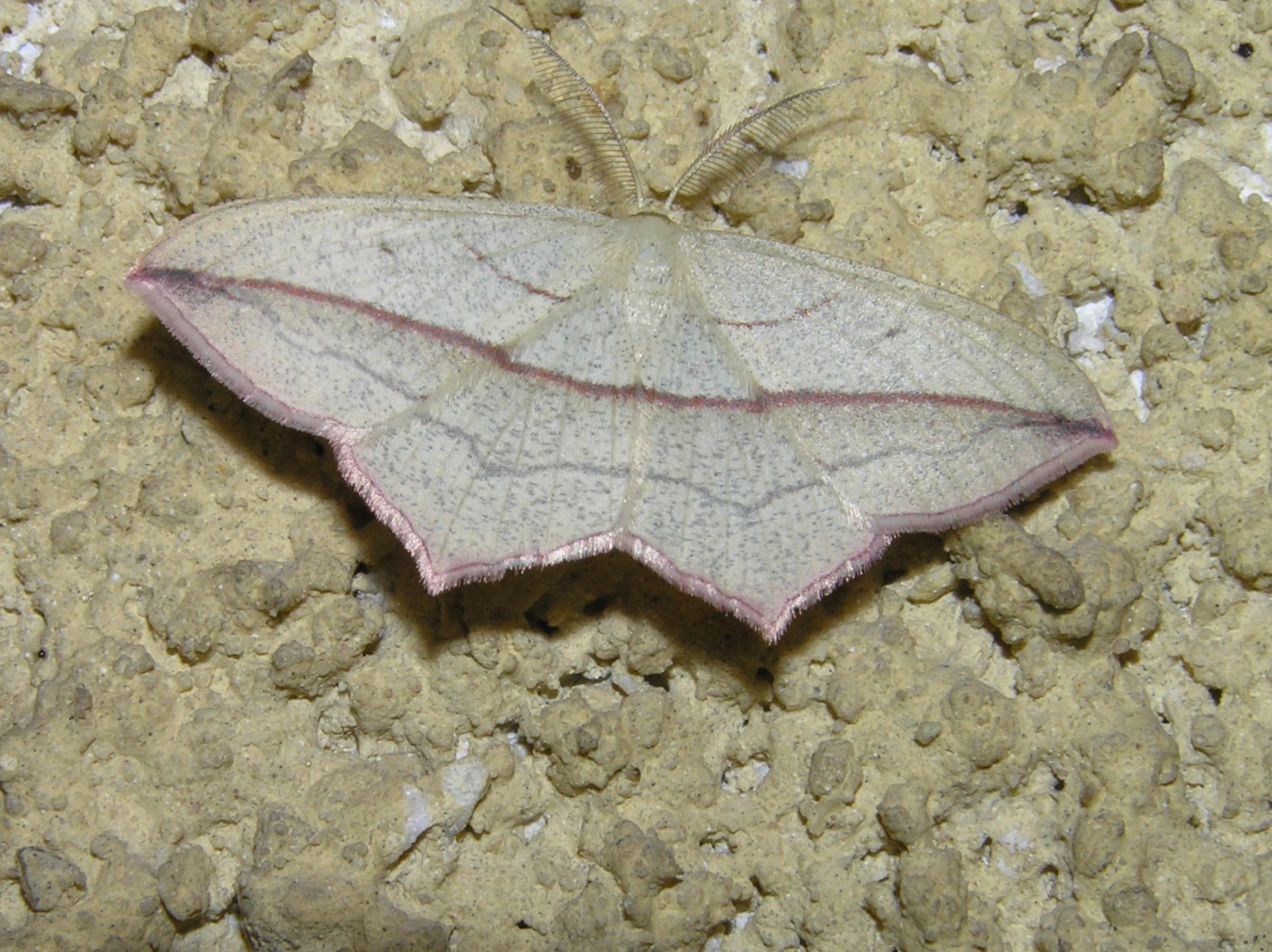
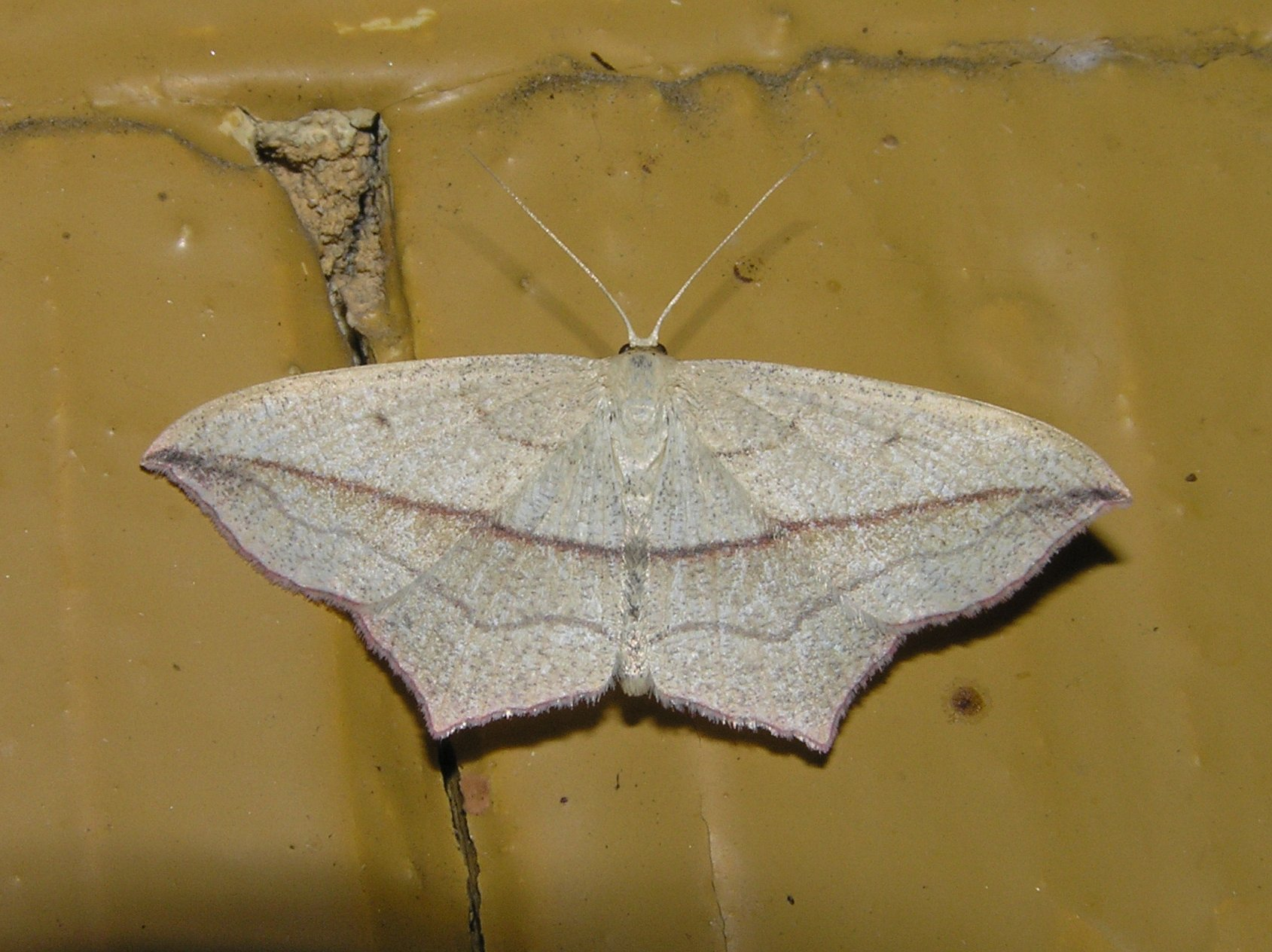